# Le Garric
Le Garric (en occitan Lo Garric) est une commune française, située dans le nord du département du Tarn en région Occitanie. Sur le plan historique et culturel, la commune est dans l'Albigeois, une région naturelle agricole correspondant aux environs de la ville d’Albi.
Exposée à un climat océanique altéré, elle est drainée par la Vère, le Ruisseau de Coules, le ruisseau de la Baïsse, le ruisseau du Candou et par divers autres petits cours d'eau.
Le Garric est une commune rurale qui compte 1 292 habitants en 2022. Elle est dans l'agglomération de Carmaux et fait partie de l'aire d'attraction d'Albi. Ses habitants sont appelés les Garricois ou  Garricoises.

## Géographie

### Localisation
Commune de l'aire urbaine de Carmaux située dans son pôle urbain à 3 km au sud de Carmaux et à 6 km au nord d'Albi.

### Communes limitrophes
Les communes limitrophes sont  Blaye-les-Mines, Cagnac-les-Mines, Carmaux, Lescure-d'Albigeois, Rosières, Saussenac, Taïx et Valderiès.
| Blaye-les-Mines  | Carmaux             | Rosières  |
| Taïx             | du Garric           | Valderiès |
| Cagnac-les-Mines | Lescure-d'Albigeois | Saussenac |

### Géologie et relief
La superficie de la commune est de 2 288 hectares ; son altitude varie de 178  à   359 mètres.

### Voies de communication et transports
La ligne 722 du réseau régional liO assure la desserte de la commune, en la reliant à Albi et à Rodez.

### Hydrographie
La commune est dans le bassin de la Garonne, au sein du bassin hydrographique Adour-Garonne. Elle est drainée par la Vère (affluent de l'Aveyron)|Vère, le ruisseau de Coules, le ruisseau de la Baïsse, le ruisseau du Candou, le ruisseau de Lascombes, le ruisseau de la Vernière, le ruisseau du Vergnas et par divers petits cours d'eau, qui constituent un réseau hydrographique de 28 km de longueur totale,.
La Vère, d'une longueur totale de 53,2 km, prend sa source dans la commune et s'écoule d'ouest en est. Elle traverse la commune et se jette dans l'Aveyron à Bruniquel, après avoir traversé 15 communes.
Le ruisseau de Coules, d'une longueur totale de 14,8 km, prend sa source dans la commune de Saussenac et s'écoule du nord-est au sud-ouest. Il traverse la commune et se jette dans le Tarn à Lescure-d'Albigeois, après avoir traversé 4 communes.

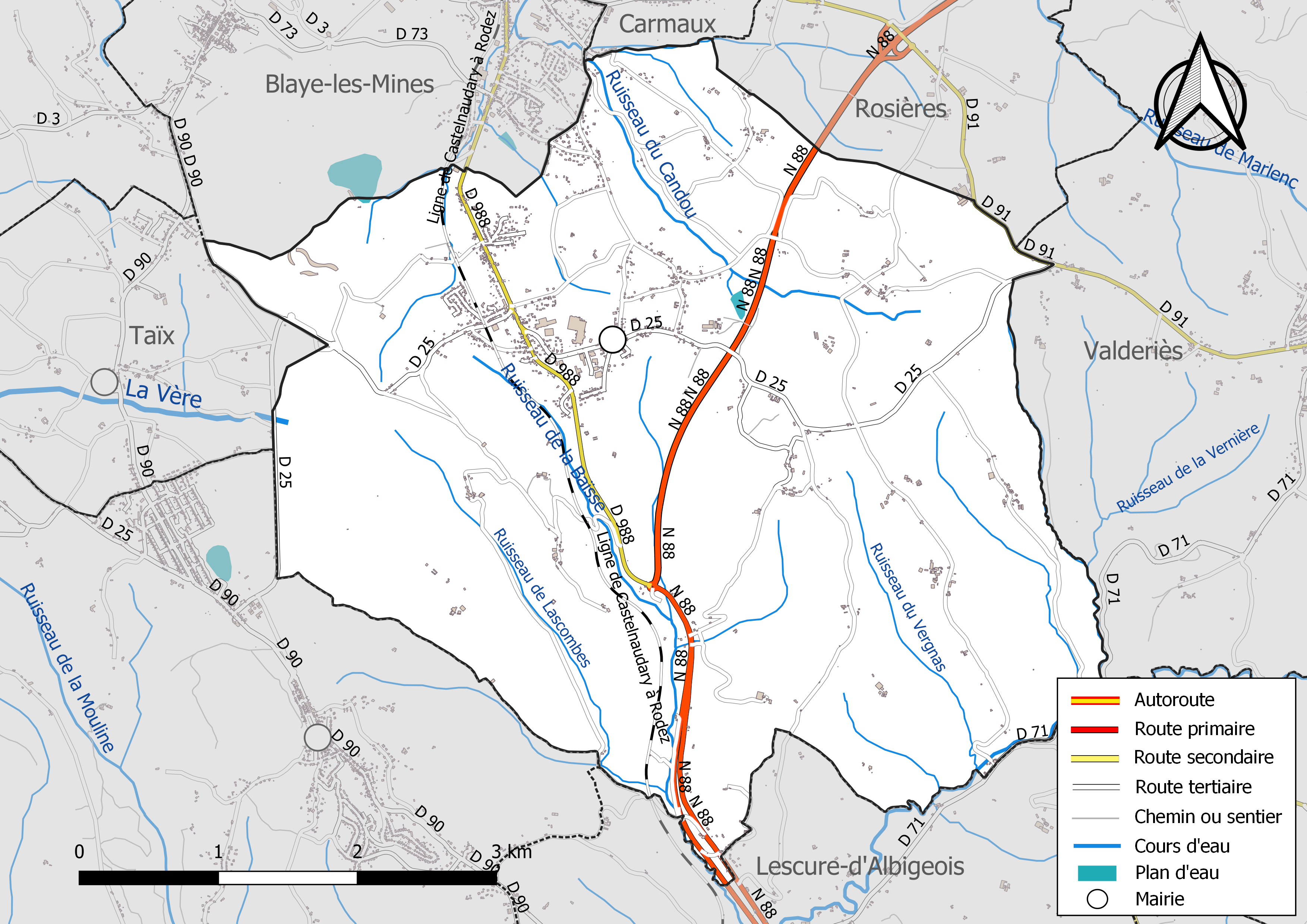
Réseaux hydrographique et routier duGarric.

### Climat
Pour des articles plus généraux, voir Climat de l'Occitanie et Climat du Tarn.
En 2010, le climat de la commune est de type climat du Bassin du Sud-Ouest, selon une étude du Centre national de la recherche scientifique s'appuyant sur une série de données couvrant la période 1971-2000. En 2020, Météo-France publie une typologie des climats de la France métropolitaine dans laquelle la commune est exposée à un climat océanique altéré et est dans une zone de transition entre les régions climatiques « Aquitaine, Gascogne » et « Sud-est du Massif Central ».
Pour la période 1971-2000, la température annuelle moyenne est de 12,5 °C, avec une amplitude thermique annuelle de 15,9 °C. Le cumul annuel moyen de précipitations est de 912 mm, avec 11 jours de précipitations en janvier et 5,9 jours en juillet. Pour la période 1991-2020, la température moyenne annuelle observée sur la station météorologique de Météo-France la plus proche, « Albi », sur la commune du Sequestre à 11 km à vol d'oiseau, est de 13,8 °C et le cumul annuel moyen de précipitations est de 733,9 mm. 
La température maximale relevée sur cette station est de 42,3 °C, atteinte le 23 août 2023 ; la température minimale est de −20,4 °C, atteinte le 16 janvier 1985,,.
Les paramètres climatiques de la commune ont été estimés pour le milieu du siècle (2041-2070) selon différents scénarios d'émission de gaz à effet de serre à partir des nouvelles projections climatiques de référence DRIAS-2020. Ils sont consultables sur un site dédié publié par Météo-France en novembre 2022.

### Milieux naturels et biodiversité
Aucun espace naturel présentant un intérêt patrimonial n'est recensé sur la commune dans l'inventaire national du patrimoine naturel,,.

## Urbanisme

### Typologie
Au 1er janvier 2024, Le Garric est catégorisée commune rurale à habitat dispersé, selon la nouvelle grille communale de densité à sept niveaux définie par l'Insee en 2022.
Elle appartient à l'unité urbaine de Carmaux, une agglomération intra-départementale regroupant sept  communes, dont elle est une commune de la banlieue,,. Par ailleurs la commune fait partie de l'aire d'attraction d'Albi, dont elle est une commune de la couronne,. Cette aire, qui regroupe 91 communes, est catégorisée dans les aires de 50 000 à moins de 200 000 habitants,.

### Occupation des sols
L'occupation des sols de la commune, telle qu'elle ressort de la base de données européenne d’occupation biophysique des sols Corine Land Cover (CLC), est marquée par l'importance des territoires agricoles (72,2 % en 2018), en diminution par rapport à 1990 (76,2 %). La répartition détaillée en 2018 est la suivante : 
prairies (31,4 %), terres arables (22,7 %), zones agricoles hétérogènes (18,1 %), forêts (14,7 %), milieux à végétation arbustive et/ou herbacée (6,4 %), espaces verts artificialisés, non agricoles (3,5 %), zones urbanisées (3,1 %). L'évolution de l’occupation des sols de la commune et de ses infrastructures peut être observée sur les différentes représentations cartographiques du territoire : la carte de Cassini (XVIIIe siècle), la carte d'état-major (1820-1866) et les cartes ou photos aériennes de l'IGN pour la période actuelle (1950 à aujourd'hui).

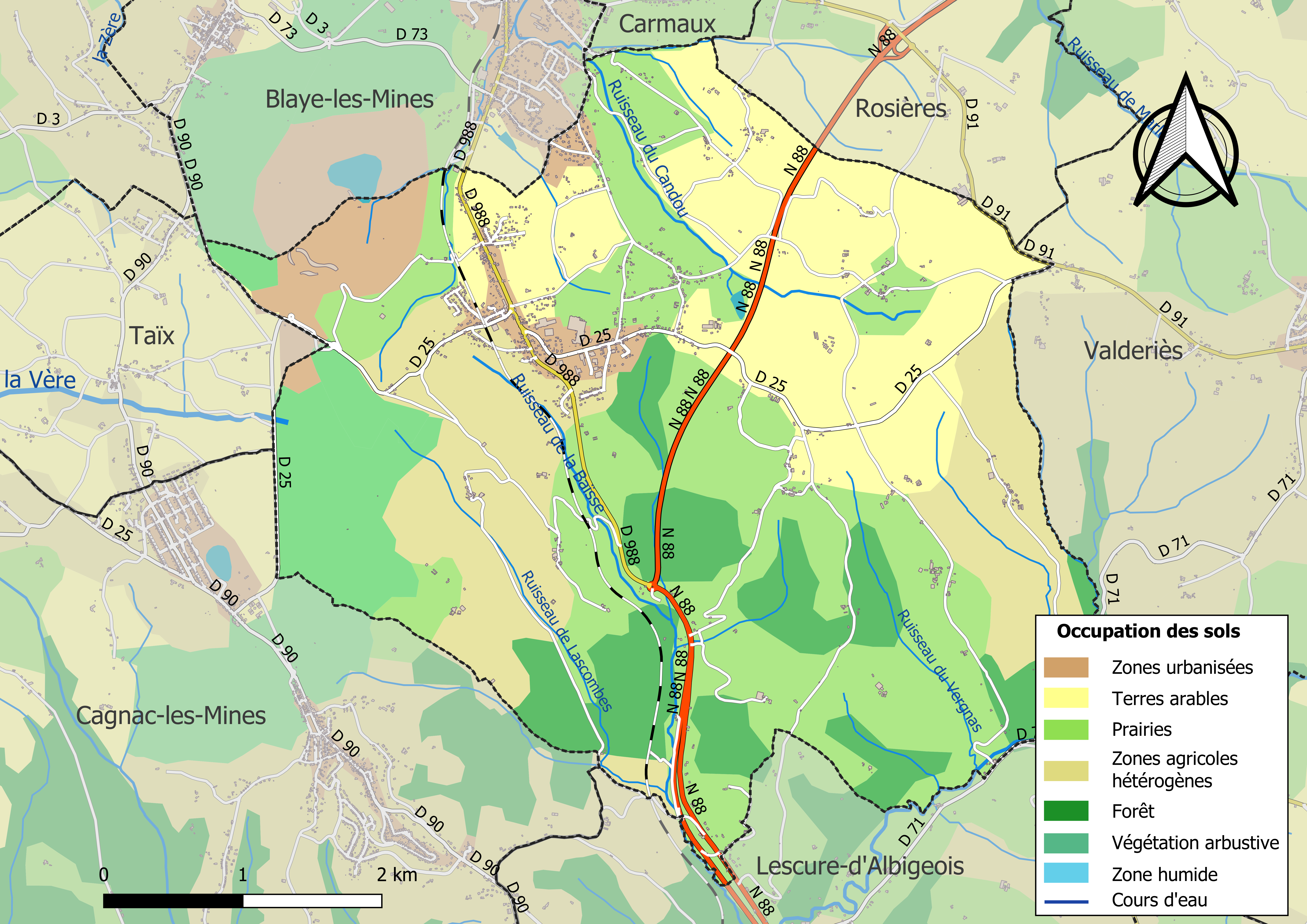
Carte des infrastructures et de l'occupation des sols de la commune en 2018 (CLC).

### Risques majeurs
Le territoire de la commune du Garric est vulnérable à différents aléas naturels : météorologiques (tempête, orage, neige, grand froid, canicule ou sécheresse), inondations, feux de forêts, mouvements de terrains et séisme (sismicité très faible). Il est également exposé à un risque technologique,  le transport de matières dangereuses, et à deux risques particuliers : le risque minier et le risque de radon. Un site publié par le BRGM permet d'évaluer simplement et rapidement les risques d'un bien localisé soit par son adresse soit par le numéro de sa parcelle.

#### Risques naturels
Certaines parties du territoire communal sont susceptibles d’être affectées par le risque d’inondation par débordement de cours d'eau, notamment la Vère et le ruisseau de Coules. La cartographie des zones inondables en ex-Midi-Pyrénées réalisée dans le cadre du XIe Contrat de plan État-région, visant à informer les citoyens et les décideurs sur le risque d’inondation, est accessible sur le site de la DREAL Occitanie. La commune a été reconnue en état de catastrophe naturelle au titre des dommages causés par les inondations et coulées de boue survenues en 1982, 1994 et 2000,.
Le Garric est exposée au risque de feu de forêt du fait de la présence sur son territoire. En 2022, il n'existe pas de Plan de Prévention des Risques incendie de forêt (PPRif). Le débroussaillement aux abords des maisons constitue l’une des meilleures protections pour les particuliers contre le feu,.

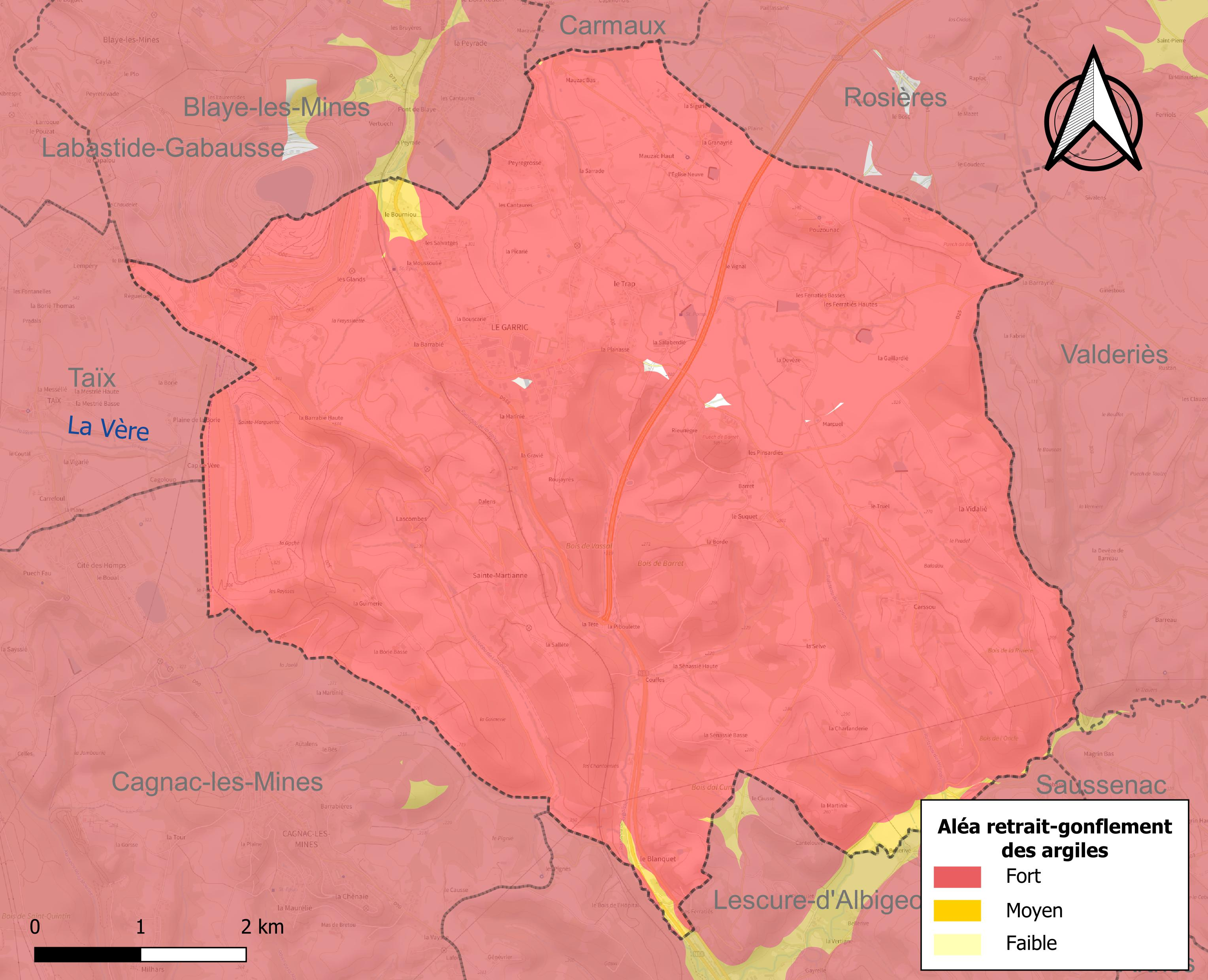
Carte des zones d'aléa retrait-gonflement des sols argileux du Garric.

Les mouvements de terrains susceptibles de se produire sur la commune sont des mouvements de sols liés à la présence d'argile et des effondrements généralisés de terrains miniers.
Le retrait-gonflement des sols argileux est susceptible d'engendrer des dommages importants aux bâtiments en cas d’alternance de périodes de sécheresse et de pluie. 99,9 % de la superficie communale est en aléa moyen ou fort (76,3 % au niveau départemental et 48,5 % au niveau national). Sur les 602 bâtiments dénombrés sur la commune en 2019, 601 sont en aléa moyen ou fort, soit 100 %, à comparer aux 90 % au niveau départemental et 54 % au niveau national. Une cartographie de l'exposition du territoire national au retrait gonflement des sols argileux est disponible sur le site du BRGM,.
Par ailleurs, afin de mieux appréhender le risque d’affaissement de terrain, l'inventaire national des cavités souterraines permet de localiser celles situées sur la commune.

#### Risques technologiques
Le risque de transport de matières dangereuses sur la commune est lié à sa traversée par des infrastructures routières ou ferroviaires importantes ou la présence d'une canalisation de transport d'hydrocarbures. Un accident se produisant sur de telles infrastructures est susceptible d’avoir des effets graves sur les biens, les personnes ou l'environnement, selon la nature du matériau transporté. Des dispositions d’urbanisme peuvent être préconisées en conséquence.

#### Risque particulier
Le bassin houiller de Carmaux est le plus ancien bassin minier de France avec un début d’exploitation rationnelle en 1752 qui a pris fin en 1997 (250 ans d’activité) après un lent déclin amorcé dans les années 1970. La commune est ainsi concernée par le risque minier, principalement lié à l’évolution des cavités souterraines laissées à l’abandon et sans entretien après l’exploitation des mines.
Dans plusieurs parties du territoire national, le radon, accumulé dans certains logements ou autres locaux, peut constituer une source significative d’exposition de la population aux rayonnements ionisants. Certaines communes du département sont concernées par le risque radon à un niveau plus ou moins élevé. Selon la classification de 2018, la commune du Garric est classée en zone 3, à savoir zone à potentiel radon significatif.

## Toponymie
De l’occitan "lo garric", le chêne kermès.

## Histoire
La commune du Garric est créée en 1870 par division de Lescure.

## Politique et administration

### Liste des maires
| Période                                  | Période   | Identité        | Étiquette | Qualité |
| ---------------------------------------- | --------- | --------------- | --------- | ------- |
| juin 1995                                | mars 2008 | Robert Raffanel | PCF       |         |
| mars 2008                                | En cours  | Christian Vedel | PS        |         |
| Les données manquantes sont à compléter. |           |                 |           |         |

## Démographie
L'évolution du nombre d'habitants est connue à travers les recensements de la population effectués dans la commune depuis 1872. Pour les communes de moins de 10 000 habitants, une enquête de recensement portant sur toute la population est réalisée tous les cinq ans, les populations de référence des années intermédiaires étant quant à elles estimées par interpolation ou extrapolation. Pour la commune, le premier recensement exhaustif entrant dans le cadre du nouveau dispositif a été réalisé en 2007.

En 2022, la commune comptait 1 292 habitants, en évolution de +2,7 % par rapport à 2016 (Tarn : +2,52 %, France hors Mayotte : +2,11 %).
| 1872 | 1876 | 1881 | 1886 | 1891 | 1896 | 1901  | 1906  | 1911  |
| ---- | ---- | ---- | ---- | ---- | ---- | ----- | ----- | ----- |
| 871  | 810  | 764  | 803  | 793  | 914  | 1 191 | 1 449 | 1 188 |

| 1921  | 1926  | 1931  | 1936  | 1946  | 1954  | 1962  | 1968  | 1975  |
| ----- | ----- | ----- | ----- | ----- | ----- | ----- | ----- | ----- |
| 1 182 | 1 112 | 1 132 | 1 091 | 1 077 | 1 158 | 1 190 | 1 059 | 1 130 |

| 1982  | 1990  | 1999  | 2006  | 2007  | 2012  | 2017  | 2022  | - |
| ----- | ----- | ----- | ----- | ----- | ----- | ----- | ----- | - |
| 1 207 | 1 248 | 1 123 | 1 135 | 1 135 | 1 242 | 1 252 | 1 292 | - |

## Économie

### Revenus
En 2018, la commune compte 541 ménages fiscaux, regroupant 1 309 personnes. La médiane du revenu disponible par unité de consommation est de 20 530 € (20 400 € dans le département).

### Emploi
|                | 2008  | 2013  | 2018  |
| -------------- | ----- | ----- | ----- |
| Commune        | 3,7 % | 6,9 % | 8,2 % |
| Département    | 8,2 % | 9,9 % | 10 %  |
| France entière | 8,3 % | 10 %  | 10 %  |

En 2018, la population âgée de 15 à 64 ans s'élève à 713 personnes, parmi lesquelles on compte 74,2 % d'actifs (66 % ayant un emploi et 8,2 % de chômeurs) et 25,8 % d'inactifs,. Depuis 2008, le taux de chômage communal (au sens du recensement) des 15-64 ans est inférieur à celui de la France et du département.
La commune fait partie de la couronne de l'aire d'attraction d'Albi, du fait qu'au moins 15 % des actifs travaillent dans le pôle,. Elle compte 504 emplois en 2018, contre 445 en 2013 et 482 en 2008. Le nombre d'actifs ayant un emploi résidant dans la commune est de 480, soit un indicateur de concentration d'emploi de 105 % et un taux d'activité parmi les 15 ans ou plus de 52,7 %.
Sur ces 480 actifs de 15 ans ou plus ayant un emploi, 100 travaillent dans la commune, soit 21 % des habitants. Pour se rendre au travail, 89,7 % des habitants utilisent un véhicule personnel ou de fonction à quatre roues, 0,8 % les transports en commun, 4,3 % s'y rendent en deux-roues, à vélo ou à pied et 5 % n'ont pas besoin de transport (travail au domicile).

### Activités hors agriculture
87 établissements sont implantés  au Garric au 31 décembre 2019. Le tableau ci-dessous en détaille le nombre par secteur d'activité et compare les ratios avec ceux du département,.
| Secteur d'activité                                                                                        | Commune | Commune | Département |
| Secteur d'activité                                                                                        | Nombre  | %       | %           |
| --- | ------- | ------- | ----------- |
| Ensemble                                                                                                  | 87      | 100 %   | (100 %)     |
| Industrie manufacturière, industries extractives et autres                                                | 27      | 31 %    | (13 %)      |
| Construction                                                                                              | 11      | 12,6 %  | (12,5 %)    |
| Commerce de gros et de détail, transports, hébergement et restauration                                    | 19      | 21,8 %  | (26,7 %)    |
| Information et communication                                                                              | 1       | 1,1 %   | (2,1 %)     |
| Activités financières et d'assurance                                                                      | 2       | 2,3 %   | (3,3 %)     |
| Activités immobilières                                                                                    | 6       | 6,9 %   | (4,2 %)     |
| Activités spécialisées, scientifiques et techniques et activités de services administratifs et de soutien | 10      | 11,5 %  | (13,8 %)    |
| Administration publique, enseignement, santé humaine et action sociale                                    | 3       | 3,4 %   | (15,5 %)    |
| Autres activités de services                                                                              | 8       | 9,2 %   | (9 %)       |

Le secteur de l'industrie manufacturière, des industries extractives et autres est prépondérant sur la commune puisqu'il représente 31 % du nombre total d'établissements de la commune (27 sur les 87 entreprises implantées  au Le Garric), contre 13 % au niveau départemental.

### Agriculture
La commune est dans la « plaine de l'Albigeois et du Castrais », une petite région agricole occupant le centre du département du Tarn. En 2020, l'orientation technico-économique de l'agriculture  sur la commune est l'élevage bovin, orientation mixte lait et viande. 
|               | 1988  | 2000 | 2010 | 2020 |
| ------------- | ----- | ---- | ---- | ---- |
| Exploitations | 56    | 37   | 27   | 20   |
| SAU (ha)      | 1 324 | 989  | 984  | 885  |

Le nombre d'exploitations agricoles en activité et ayant leur siège dans la commune est passé de 56 lors du recensement agricole de 1988  à 37 en 2000 puis à 27 en 2010 et enfin à 20 en 2020, soit une baisse de 64 % en 32 ans. Le même mouvement est observé à l'échelle du département qui a perdu pendant cette période 58 % de ses exploitations,. La surface agricole utilisée sur la commune a également diminué, passant de 1324 ha en 1988 à 885 ha en 2020. Parallèlement la surface agricole utilisée moyenne par exploitation a augmenté, passant de 24 à 44 ha.

## événement
- Depuis 2013, le festival de Punk hardcore et de Metal, Xtreme fest[37] se déroule à la fin du mois de juillet et début. Le site se situe à la base de loisir le Cap'Découverte.

### Lieux et monuments
- Église Saint-Martial-de-Limoges de Pouzounac.
- Église Sainte-Martianne de Sainte-Martianne[38].
- Chapelle du Garric.

### Personnalités liées à la commune
- Grégory Lacombe, footballeur professionnel.
- Ryan Harris, chanteur du groupe alch3my.